# サザン・ウインド
「サザン・ウインド」は、日本の歌手中森明菜の楽曲。この楽曲は中森の8枚目のシングルとして、1984年4月11日にワーナー・パイオニアのリプリーズ・レコードレーベルよりリリースされた (EP: L-1664)。

## 背景
「サザン・ウインド」は、1984年10月10日発売のスタジオ・アルバム『POSSIBILITY』からの先行シングルとして、1984年4月11日にシングル・レコード (EP: L-1664)で発売された。シングル・レコードのライナーノーツには本曲の楽譜が掲載された。
この楽曲は、中森のシングルでは4度目となった来生えつこによる作詞で、作曲はシングルでは「禁区」のB面「雨のレクイエム」以来となる安全地帯の玉置浩二が手掛け、編曲は瀬尾一三が手掛けた。2010年に導入された中森をモチーフとしたパチンコ台『CR中森明菜・歌姫伝説〜恋も二度目なら〜』にて、「サザン・ウインド」が新録された。
シングル盤「サザン・ウインド」のB面として発表された「夢遙か」は、庄野真代と小泉まさみによる作詞・作曲で、萩田光雄が編曲を手掛けた楽曲である。

## 批評
「サザン・ウインド」について『ザテレビジョン』では、熱帯的な雰囲気全開で迫ったと楽曲の音楽性について解説している。

## チャート成績
この楽曲は、TBS系音楽番組『ザ・ベストテン』では、1984年5月17日と1984年5月24日の2週連続で1位を記録した。オリコン週間シングルチャートでは、1984年4月23日付から1984年5月7日付の3週連続で1位を記録した。同チャートの100位以内においては、計17週に渡ってランクインしている。また、1984年度のオリコン年間シングルチャートでは、10位を記録した。以降、この「サザン・ウインド」から1988年の「TATTOO」まで15作連続で1位を記録していく。オリコン発表の売上枚数は54.4万枚。

## 収録曲
| #         | タイトル             | 作詞       | 作曲       | 編曲      | 時間 |
| --------- | -------------------- | ---------- | ---------- | --------- | ---- |
| A.        | 「サザン・ウインド」 | 来生えつこ | 玉置浩二   | 瀬尾一三  | 3:52 |
| B.        | 「夢遙か」           | 庄野真代   | 小泉まさみ | 萩田光雄  | 3:47 |
| 合計時間: | 合計時間:            | 合計時間:  | 合計時間:  | 合計時間: | 7:39 |

### 規格
- 1988年7月25日 - 8cmCD: 10SL-137[16]
- 1988年12月21日 - CT: 10L5-4047[17]
- 1998年11月26日 - 12cmCD: WPC6-8665[18]
- 2008年11月12日 - デジタル・ダウンロード[19][20]
- 2014年6月18日 - 12cmCD, Singles Box 1982-1991の一枚として

## クレジット
「サザン・ウインド」、『POSSIBILITY』のライナー・ノーツより
スタッフ
| ディレクター: 島田雄三 ミキサー: 石崎信郎 フォトグラファー: 渡辺達生 スタイリスト: 池谷幸江 | デザイナー: 持田恭男 セールス・プロモーター: 畠山政行 プロモーター: 田中良明 |

参加ミュージシャン
| キーボード: 倉田信雄、山田秀俊、田代真紀子 エレクトリックベース: 岡沢茂 ドラムス: 滝本季延 エレクトリックギター: 矢島賢、松原正樹 アコースティック・ギター: 吉川忠英 パーカッション: 斉藤ノブ | ストリングス: JOE ストリングス ブラス (T.P): 数原晋、小林正弘 ブラス (T.B): 新井英治 ブラス (T.S): ジェイク コーラス: イブ |

## 収録アルバム
サザン・ウインド
- 『POSSIBILITY』[7][8]
- 『BEST』[21][8]

## カバーしたアーティスト
- 「サザン・ウインド」の作曲を手掛けた玉置が2012年10月24日に発売した自身のセルフカバー・アルバム『Offer Music Box』にて、この楽曲をセルフカバーした[22]。